# Rudolf Mond
Rudolf Mond (* 23. April 1894 in Hamburg; † 1. November 1960 ebenda) war ein deutscher Physiologe und Hochschullehrer.

## Leben
Mond schloss sich nach dem Ersten Weltkrieg einem Freikorps an. Nach dem Ende seines Medizinstudiums wurde er im Dezember 1921 an der Universität Kiel zum Dr. med. promoviert. Ende Juli 1924 habilitierte er sich in Kiel für Physiologie und wirkte am dortigen Physiologischen Institut anschließend zunächst als Privatdozent sowie ab 1929 als außerordentlicher Professor und ab 1933 auch als Institutsleiter.
Mond, von 1933 bis 1934 Mitglied der SA, wurde Mitte Oktober 1934 auf den Lehrstuhl für Physiologie an die Universität Hamburg berufen. Zudem leitete er das Physiologische Institut der Universität. Er wurde Anfang März 1945 zum Prodekan und nach der Befreiung vom Nationalsozialismus bereits im Mai 1945 „als anerkannter Gegner des Nationalsozialismus“ zum Dekan der medizinischen Fakultät gewählt.
Mond forschte „über die Permeabilität der Zellen, insbesondere den Transport von Ionen durch Zellmembranen sowie über die Regulation der Atmung.“